# Najd

Najd (rött) i Saudiarabien (vitt)

Sultanatet Najds flagga 1921-26

Najd (även Nejd, arabiska نجد, Naǧd) är en region i Arabiska halvöns centrala delar, en 1,1 miljoner km² stor högplatå som omfattar Saudiarabiens kärnområde med huvudstaden Riyadh och staden Afif.
Najd blev i mitten av 1700-talet centrum för wahhabiterna, som under Ibn Saud betydligt medverkade till att utvidga det saudiska riket. 1921 blev Najd sultanat och 1927 kungarike. Det förenades 1932 med kungariket Hijaz, som sedan 1926 också styrdes av ibn Saud, och de två länderna bildade därigenom kungariket Saudiarabien. 